# Roger That!
Roger That! – jedyny album studyjny szwedzkiego zespołu Laser Inc, wydany 9 lutego 2009 roku przez Warner Music Sweden.

## Lista utworów
Źródło: AllMusic
| Nr  | Tytuł                                                  | Długość |
| --- | ------------------------------------------------------ | ------- |
| 1.  | „Dansa tills ni svimmar”                               | 3:32    |
| 2.  | „Det var en gång en fågel”                             | 3:36    |
| 3.  | „Vem är du”                                            | 3:56    |
| 4.  | „Vill ha dig”                                          | 4:28    |
| 5.  | „Lin”                                                  | 3:34    |
| 6.  | „När man var liten” (Radio Edit)                       | 3:30    |
| 7.  | „Abraham” (Radio Edit)                                 | 3:23    |
| 8.  | „Fiskeeliten”                                          | 3:34    |
| 9.  | „Festen är igång”                                      | 3:40    |
| 10. | „Utgång ikväll”                                        | 3:11    |
| 11. | „Abraham” (Neonberger Club Edit)                       | 2:27    |
| 12. | „Det var en gång en fågel” (Original Internet Version) | 3:43    |